# Heteranthera spicata
Heteranthera spicata là một loài thực vật có hoa trong họ Pontederiaceae. Loài này được C.Presl mô tả khoa học đầu tiên năm 1830.